# Alexandra Pecker
Alexandra Pecker, née le 20 octobre 1906 à Paris, en France, et morte dans la même ville le 13 mars 1986, est une femme de lettres française, auteure de roman populaire (roman policier, roman d'espionnage, roman d'amour et roman d'aventures) et de pièces radiophoniques.

## Biographie
Alexandrine Pecker est la fille d'Alexandre Pecker, ingénieur électricien, et de Wilhemine Nagmer.
Elle est dans les années 1950, un des piliers des éditions Ferenczi & fils publiant sous son patronyme des romans policiers et des romans d'espionnage et sous le pseudonyme Alex Peck des romans d'amour et des romans d'aventures.
Elle est également chroniqueuse pour la revue cinématographique Pour vous et le supplément Cinéma-Comœdia de la revue Comœdia.
Elle est morte à son domicile du Boulevard de Port-Royal à l'âge de 79 ans.

## Œuvre

### Romans signés Alexandra Pecker
- Le Double Mystère de Kergwen, Éditions Tallandier coll. « Bibliothèque pervenche » no 257
- Une erreur de calcul, Éditions. du Carquois, coll. « Ciboulette » no 86 (1951)
- Article 75, Ferenczi & fils, coll. « Police et Mystère » nouvelle série no 62 (1952)
- Le Troisième Crime, Ferenczi & fils, coll. « Police et Mystère » nouvelle série no 72 (1954)
- De notre envoyé spécial, Ferenczi & fils, coll. « Le Verrou » no 87 (1954)
- Un poing à la ligne, Ferenczi & fils, coll. « Le Verrou » no 138 (1956)
- Farandole de la mort, Ferenczi & fils, coll. « Le Verrou » no 153 (1956)
- La Troisième Main, Ferenczi & fils, coll. « Le Verrou » no 158 (1957)
- Deux temps, trois mouvements, Ferenczi & fils, coll. « Le Verrou » no 170 (1957)
- En attendant le bac du Hode, Ferenczi & fils, coll. « Le Verrou » no 175 (1957)
- Une affaire de tout repos, Ferenczi & fils, coll. « Police et Mystère » nouvelle série no 103 (1957)
- Dossier Sahara, Ferenczi & fils, coll. « Le Verrou » no 201 (1958)
- La mort descend du cinquième, Ferenczi & fils, coll. « Police et Mystère » nouvelle série no 117 (1958)

### Romans signés Alex Peck
- La Perle du désert, Ferenczi & fils, coll. « Mon roman d'aventures » no 178 (1952)
- Baroud, Ferenczi & fils, coll. « Mon roman d'aventures » no 192 (1952)
- La Cité ensevelie, Ferenczi & fils, coll. « Mon roman d'aventures » no 218 (1952)
- S.O.S., Ferenczi & fils, coll. « Mon roman d'aventures » no 229 (1953)
- Ce misérable secret, Ferenczi & fils, coll. « Mon roman d'amour » no 274 (1953)
- Un vent de folie, Ferenczi & fils, coll. « Mon roman d'amour » no 289 (1953)
- L'Odyssée du "Polar Star", Ferenczi & fils, coll. « Mon roman d'aventures » no 240 (1953)
- Des yeux à tous les hommes, Ferenczi & fils, coll. « Mon roman d'aventures » no 271 (1953)
- Le Temple du feu, Ferenczi & fils, coll. « Mon roman d'aventures » no 279 (1954)
- Les blancs jouent et gagnent, Ferenczi & fils, coll. « Mon roman d'aventures » no 283 (1954)
- Un homme à la mer, Ferenczi & fils, coll. « Mon roman d'aventures » no 290 (1954)
- La Grille aux portes closes, Ferenczi & fils, coll. « Mon roman d'aventures » no 294 (1954)
- Mon bienfaiteur, Ferenczi & fils, coll. « Mon roman d'amour » no 327 (1954)
- Dans la nuit, Ferenczi & fils, coll. « Mon roman d'amour » no 331 (1954)
- Entre hommes, Ferenczi & fils, coll. « Mon roman d'amour » no 336 (1954)
- Zône interdite, Ferenczi & fils, coll. « Mon roman d'aventures » no 308 (1954)
- Loung, Ferenczi & fils, coll. « Mon roman d'aventures » no 315 (1954)
- Quand le printemps reverdira, Ferenczi & fils, coll. « Mon roman d'amour » no 355 (1954)
- Bâti sur des ruines, Ferenczi & fils, coll. « Mon roman d'amour » no 378 (1955)
- À l'escale des mariniers, Ferenczi & fils, coll. « Le Livre favori » no 1177 (1955)
- Sous la foi du serment, Ferenczi & fils, coll. « Mon roman d'amour » no 417 (1956)
- L'Inconnu de la nuit, Ferenczi & fils, coll. « Mon roman d'amour » no 434 (1956)
- L'Aveu, Ferenczi & fils, coll. « Mon roman d'amour » no 434 (1956)
- Crime d'amour, Ferenczi & fils, coll. « Mon roman d'amour » no 438 (1956)
- L'Ennemie intime, Ferenczi & fils, coll. « Mon roman d'amour » no 443 (1956)
- L'Âge dangereux, Ferenczi & fils, coll. « Mon roman d'amour » no 448 (1956)
- Amour secret, Ferenczi & fils, coll. « Mon roman d'amour » no 458 (1956)
- Partie de dames, Ferenczi & fils, coll. « Le Livre favori » no 1238 (1957)
- Il n'est jamais trop tard, Ferenczi & fils, coll. « Mon roman d'amour » no 466 (1957)
- Le Bonheur difficile, Ferenczi & fils, coll. « Le Livre favori » no 1246 (1958)
- Trop de chance, Ferenczi & fils, coll. « Le Livre favori » no 1252 (1958)

### Pièces radiophoniques
- Drôle de cinéma, (coécrit avec Serge Douay), publié dans Théâtre en mineur (1960)
- Pommeraie normande, (coécrit avec Serge Douay), publié dans Théâtre en mineur (1963)
- Noir sur blanc, publié dans L'enquête est ouverte (1966)
- Des perroquets trop bavards, publié dans L'enquête est ouverte (1966)
- Round dans la nuit, (coécrit avec Serge Douay), publié dans L'enquête est ouverte (1966)
- Mort de printemps, publié dans L'enquête est ouverte (1966)